# Dioctria arcana
Dioctria arcana är en tvåvingeart som beskrevs av Richter 1966. Dioctria arcana ingår i släktet Dioctria och familjen rovflugor. Inga underarter finns listade i Catalogue of Life.